# Chittorgarh
Chittorgarh (ou Chittor, Chittaur ou Chittaurgarh) est une ville et une municipalité du Rajasthan, dans l'ouest de l'Inde. Chef-lieu du District de Chittorgarh, elle se trouve sur les berges de la Berach, un sous-affluent de la Chambal. C'est une ancienne capitale du clan Sisodia des Rajputs du Mewar.
Farouchement indépendante, la ville possède le plus grand fort de l'Inde, le fort de Chittor (280 hectares). Celui-ci a été assiégé trois fois par les conquérants musulmans (en 1303, 1535 et 1568) et chaque fois les défenseurs pratiquèrent le jauhâr des femmes et des enfants.

## Histoire

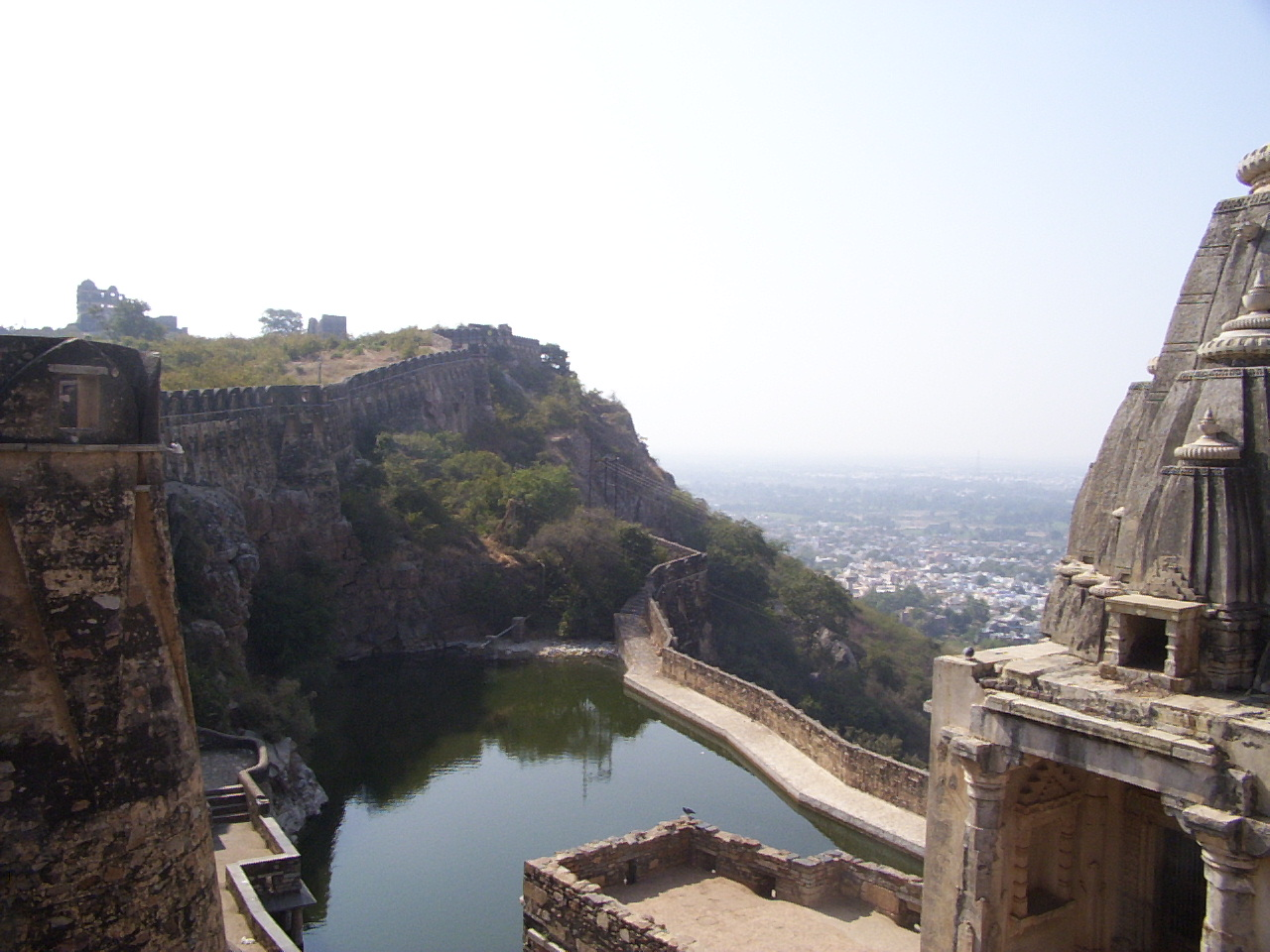
Le réservoir du fort.

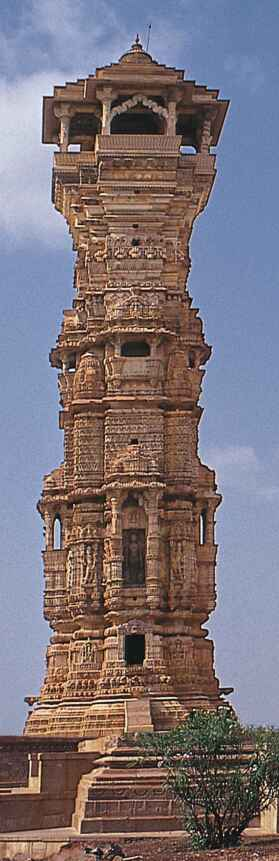
La Tour de la Renommée (Kirti Stambha).

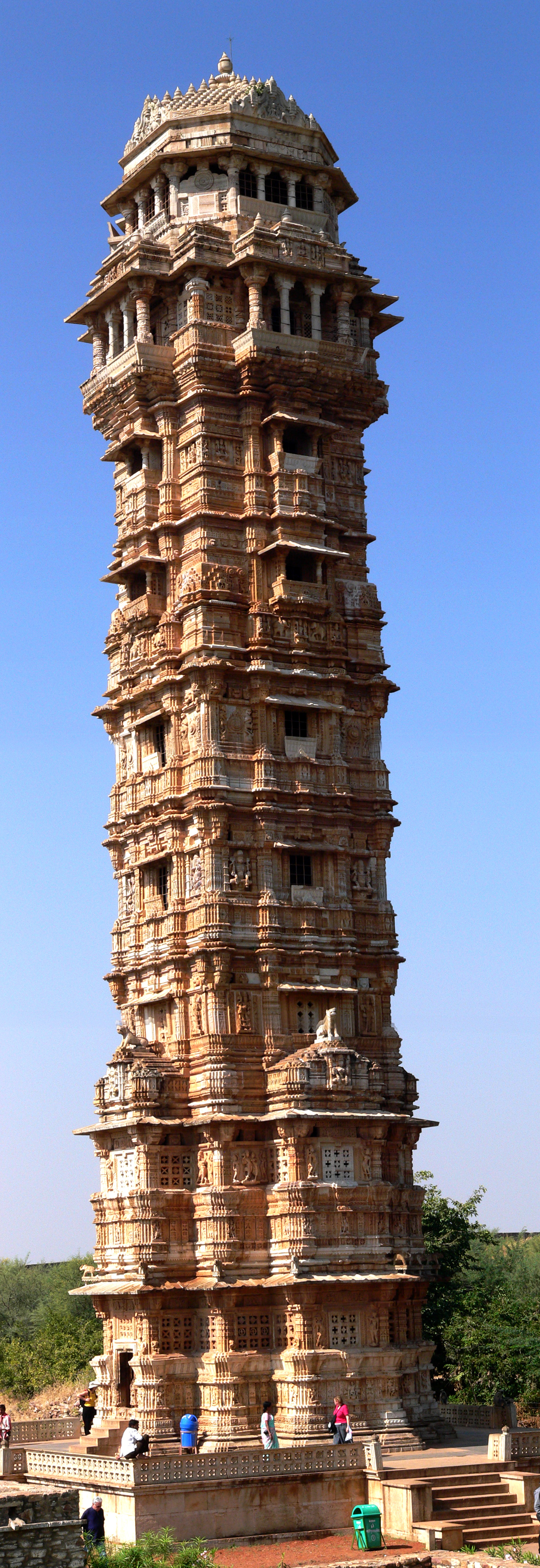
La Tour de la Victoire.

Chittorgarh représente l'essence de l'esprit Chattari, la caste supérieure des Rajputs : fierté, romantisme et panache, puisque les habitants de Chittor ont toujours choisi de mourir plutôt que de se rendre à quiconque. Son histoire d'héroïsme et de sacrifice résonne encore aujourd'hui dans les chansons des bardes du Rajasthan. Son énorme citadelle en ruine est un symbole du courage et de la noblesse des traditions rajpoutes, en même temps que de l'aspiration de l'Inde tout entière à la liberté.
On considère que Chittor a été bâtie au VIIe siècle. Elle fut d'abord nommée Chitrakut, d'après Chitrangada Mori, un chef Rajpoute figurant sur d'anciennes monnaies du Mewar. Le fort est entouré d'une muraille circulaire et accessible seulement par 7 portes successives. Selon certains récits, il était aux mains du clan Rajpoute des Mori lorsque Bappa Rawal, fondateur du royaume de Mewar, s'en empara et en fit sa capitale en 734. Selon d'autres sources, Bappa Rawal le reçut comme partie de la dot de la dernière princesse Solanki. Ses descendants régnèrent sur le Mewar, qui s'étendait du Gujarat jusqu'à Ajmer, jusqu'au XVIe siècle et, hormis quelques brèves interruptions, Chittor resta leur capitale durant 834 ans (leurs prédécesseurs de la dynastie Guhilot avaient régné depuis Idar, Bhomat et Nagda). 
Chittor fut une des villes d'Inde les plus disputées.
Elle fut d'abord attaquée par le sultan de Delhi Alauddin Khilji en 1303, prétendument par amour pour la beauté de la princesse Padmini, qu'il ne connaissait que par ouï-dire. Rani Padmini préféra la mort au déshonneur et accomplit le jauhar (elle s'immola par le feu) en même temps que les autres femmes du fort. Tous les hommes revêtirent des robes safran et quittèrent le fort pour mourir au combat. Les vieillards restèrent seuls pour élever les enfants.
Chittor fut reprise en 1326 par le jeune Maharana Hammir, un descendant des Guhilot. La dynastie et le clan dont il est à l'origine prirent le nom de Sisodia, d'après son village de naissance.
Rana Kumbha (1433–68), un souverain brillant, poète et musicien, renforça le Mewar par un réseau de trente forts et fut un important mécène, qui fit de Chittor un centre de culture réputé dans tout le monde indien. C'est lui qui construisit la Tour de la Victoire entre 1442 et 1449, pour commémorer sa victoire sur les musulmans du Mâlvâ et du Gujarat.
Au XVIe siècle, Mewar était devenu l'état Rajpoute le plus important. Son prince Rana Sanga conduisit les forces Rajpoutes contre l'empereur moghol Babur en 1527, mais il fut vaincu à la Bataille de Kanwaha (10 mars 1527). En 1535, le sultan du Gujarat Bahadur Shah assiégea le fort, ce qui se solda par un carnage : comme en 1303, les 32 000 hommes du fort auraient revêtu la robe safran du martyre pour trouver la mort au combat, tandis que leurs épouses commettaient le jauhar sous l'impulsion de la princesse Rani Karnawati.
L'empereur moghol Akbar s'empara à son tour de Chittor en 1568, le 25 février, donnant lieu au jauhar pour la troisième fois. Dans la même journée, il massacre 30 000 Rajputs. La capitale du Mewar fut alors transférée plus à l'ouest, à Udaipur, où Rana Udai Singh II, l'héritier du Mewar, s'était installé en 1559. Udaipur resta la capitale du Mewar jusqu'à son entrée dans l'Union indienne en 1947, et Chittorarh perdit graduellement son importance politique.

## Dans la culture occidentale
Padmâvatî op.18  est un opéra-ballet en deux actes d'Albert Roussel sur un livret de Louis Laloy, composé entre 1913 et 1918. L'intrigue se base sur la prise, vers 1300, de Chittorgarh par le sultan Alâ ud-Dîn Khaljî, et le destin funeste du roi rajpoute Rawal Ratan Singh et de son épouse Rani Padmini.
Dans Le Livre des êtres imaginaires (1957), Jorge Luis Borges mentionne l'Á Bao A Qou, une créature qui vivrait au pied de l'escalier de la Tour de la Victoire de Chittorgahr.

## Film
- Padmaavat, le destin d'une reine